# Чимэдийн Цэвээн
Чимэдийн Цэвээн (монг. Чимэдийн Цэвээн; 1901, Баянцогт, Туве — 1956) — монгольский актёр театра и кино. Заслуженный артист Монголии (1935).

## Биография
Родился в сомоне Баянцогт теперь аймака Туве, Монголия.
После окончания школы до 1931 года обучался драматическому искусству в Государственном художественном институте.
Играл в пьесах монгольских драматургов Донровын Намдага «Шарай голын гурван хаан» и «Амь ба амьдралын үнэ», Ширнэнгийн Аюуша «Харанхуй засаг», Сономбалжирын Буяннэмэха «Усгүй хар архи», Дашдоржийн Нацагдоржа «Би биш», советских авторов и др.
По случаю 14-летия Народного национального революционного театра и юбилея Государственного центрального театра решением правительства МНР в 1935 году ему было присвоено звание заслуженного артиста Монголии.

## Избранная фильмография
- 1936 — Сын Монголии — Цевен, пастух
- 1942 — Его зовут Сухэ-Батор — Баяр-Гун
- 1945 — Степные витязи — Гуши-хан